# Polyrhachis furcata
Polyrhachis furcata är en myrart som beskrevs av Smith 1858. Polyrhachis furcata ingår i släktet Polyrhachis och familjen myror.

## Underarter
Arten delas in i följande underarter:
- P. f. bankensis
- P. f. furcata
- P. f. pahangana
- P. f. tenella